# Klaas Steegstra
Klaas Steegstra (2 maart 1977) is een oud-basketbalspeler en was coach bij onder andere MBCA Amstelveen en Apollo Amsterdam.

## Spelersloopbaan
Steegstra begon in 1995 met basketballen bij de junioren van HSVB in Haren. In hetzelfde jaar speelde hij bij Celeritas-Donar, toen bekend als Donar-Kids, en een jaar later was hij bankspeler bij het heren eredivisieteam van Donar en basisspeler bij het promotiedivisieteam Celeritas-Donar. Hierna heeft Steegstra van 1998 tot 2009 gespeeld voor onder andere Lassen Community College Cougars Californië, Ricoh Astronauts Amsterdam, Landstede Hammers in Zwolle en Omniworld Almere.